# Priabonien
Stratigraphie
Bartonien Rupélien
Oligocène
Paléogéographie et climat
Le Priabonien est l'étage final de l'Éocène supérieur, qui s'étend de 37,8  à 33,9 millions d'années. Cet étage a été introduit en 1893 dans la littérature scientifique par Ernest Munier-Chalmas et Albert de Lapparent qui l'ont nommé en référence au hameau de Priabona situé dans la commune de Monte di Malo, en Vénétie, dans le nord de l'Italie.